# Xestocephalus triatus
Xestocephalus triatus är en insektsart som beskrevs av Caldwell 1952 . Xestocephalus triatus ingår i släktet Xestocephalus och familjen dvärgstritar. Inga underarter finns listade i Catalogue of Life.